# Стары-Люботынь (гмина)
Стары-Люботынь (пол. Stary Lubotyń) — сельская гмина (волость) в Польше, входит как административная единица в Острувский повет (Мазовецкое воеводство), Мазовецкое воеводство. Население — 4037 человек (на 2004 год).

## Демография
| Перепись                       | Всего   | Всего | Женщины | Женщины | Мужчины | Мужчины |
| ------------------------------ | ------- | ----- | ------- | ------- | ------- | ------- |
| Единицы                        | человек | %     | человек | %       | человек | %       |
| Население                      | 4037    | 100   | 2008    | 49,7    | 2029    | 50,3    |
| Плотность населения (чел./км²) | 37      | 37    | 18,4    | 18,4    | 18,6    | 18,6    |

## Поселения
1. Будзишки
2. Хмелево
3. Гавки
4. Гняздово
5. Грондзики
6. Гумово
7. Климонты
8. Косево
9. Косково
10. Люботынь-Колёня
11. Люботынь-Морги
12. Люботынь-Влуки
13. Подбеле
14. Подбелько
15. Рабенды
16. Рогово-Фольварк
17. Рогувек
18. Жонсник
19. Старе-Рогово
20. Стары-Люботынь
21. Стары-Туробин
22. Суленцин-Шляхецки
23. Суленцин-Влосчаньски
24. Сверже
25. Туробин-Бжозова
26. Жохово
27. Жылово

## Соседние гмины
1. Гмина Червин
2. Гмина Острув-Мазовецка
3. Гмина Шумово
4. Гмина Снядово